# ويست بارنز
ويست بارنز (بالإنجليزية: West Barns)‏ هي قرية صغيرة تقع في مقاطعة لوثيان الشرقية الاسكتلنديَّة. تقع ويست بارنز على بعد ميلين غرب دنبار، وعلى بعد حوالي 28 ميل شرق إدنبرة. وتقع بالقرب من منتزه جون موير الريفي وخليج بيلهافن. كانت القرية لسنوات عديدة موطنًا لنُزل ويست بارنز، ولا تزال موطنًا لمصنع جون ديري. كذلك يوجد في ويست بارنز فريق كرة قدم محلي للهواة. يرتاد الأطفال في القرية مدرسة ويست بارنز الابتدائية، وبعد ذلك يرتادون مدرسة دنبار النحويَّة.

## وصلات خارجية
- Canmore - West Barns Mains (Neolithic) site record
- Canmore - West Barns, Edinburgh Road, Distillery site record